# اسكندريلا
اسكندريلا هي فرقة موسيقية مصرية تهتم بإعادة إحياء تراث الشيخ إمام و الشيخ سيد درويش، وتغني أيضا أغاني خاصة بالفرقة للشعراء صلاح جاهين وفؤاد حداد وأمين حداد وأحمد حداد ونجيب شهاب الدين وتميم البرغوثي وآخرون. اسم اسكندريلا مأخوذ من قصيدة للشاعر خميس عز العرب تحمل نفس العنوان.

## بدايات فرقة اسكندريلا
بدأت الفرقة في مدينة الإسكندرية وقدمت العديد من الحفلات في أغلب المراكز المدينة الثقافية. وتوقف نشاطها تماما في عام 2000 وذلك لعدم إمكانية تفرغ بعض أفرادها وسفر البعض الآخر إلى الخارج فيما عدا حازم شاهين ومحمد سلطان اللذين واصلا المشوار.
بدأت الفرقة مرة أخرى تحت نفس الاسم في عام 2005 وكانت أولى حفلاتها بساقية عبد المنعم الصاوى بالزمالك في ديسمبر 2005 عندما اتفق حازم شاهين (عازف عود) مع شادي مؤنس (عازف عود) أن يتم تكوين فرقة جديدة علي أن يكون لحازم المسئولية الفنية ولشادي المسئولية الإدارية.

## أعضاء فرقة اسكندريلا

### أعضاء الفرقة الحاليين
- حازم شاهين - عود وغناء
- أشرف نجاتي - عود وغناء
- حسن المنيلاوي - عود وغناء
- إسلام عبد العزيز - عود وغناء
- أحمد الموجى - بيانو
- يوسف الشريعي - بيانو
- فريد أحمد جاد - إيقاع وغناء
- أمير عزت - إيقاع
- مي حداد - غناء
- سلمى حداد - غناء
- علياء شاهين - غناء
- محمد الصعيدي - غناء
- تقى طارق - غناء.

### أعضاء سابقين في الفرقة
سامية جاهين

## اسكندريلا وثورة 25 يناير
سامية جاهين

## بعض الحفلات التي قدمتها اسكندريلا

### خارج مصر
قدمت فرقة اسكندريلا بقيادة حازم شاهين حفلات عديدة في مصر وقطر و البحرين ولبنان و تونس وفلسطين و المملكة المتحدة.
- مسرح رشاد الشوا - غزة - فلسطين - مايو 2012 (ضمن احتفالية فلسطين للأدب 2012) [2]
- لندن - المملكة المتحدة - سبتمبر 2012

## أشهر أغاني اسكندريلا
- احنا الشهداء
- اصطبحنا
- اقرا يا سي قفاعة
- البحر بيضحك ليه
- الحرية من الشهداء
- الحضرة الزكية
- الدباديب
- الكثرة
- بالعبرى الفصيح
- بحبك يا مصر
- بشويش
- بنت مصر
- تونس شيد قصورك
- حيوا أهل الشام
- خليك فاكر مصر جميلة
- ده جنب ده
- راجعين
- شهداء غلابة 1
- شهداء غلابة 2
- صفحة جديدة
- طرزان
- على جبل الشوق
- فوق أنت مصري
- مشوي يا درة
- مين اللي يقدر ساعة يحبس مصر ..اتجمعوا العشاق
- نعناع في كوباية شاي
- هز الهلال يا سيد
- يا مصر قومي 1
- يا مصر قومي 2
- يُحكى أن

## روابط خارجية
- صفحة الفرقة  على فيسبوك.